# Young Fyre
Young Fyre, ou YoungFyre, de son vrai nom Tramaine Winfrey, né le 9 mars 1986 à Des Moines, dans l'Iowa, est un producteur de hip-hop et RnB américain. Il travaille à long terme avec le rappeur T-Pain pour lequel il produit son quatrième album, Revolver.
Young Fyre travaille également durant sa carrière avec de nombreux artistes comme notamment Tech N9ne Krizz Kaliko, Lil Wayne, Ace Hood, Chris Brown, Mario, Busta Rhymes, Big Time Rush, Nicholas RAS Furlong, Rico Love, et The Writing Camp. Il est crédité sur des chansons telles que Best Love Song de T-Pain en featuring avec Chris Brown, Rap Song en featuring avec Rick Ross, et Booty Wurk (One Cheek at a Time) en featuring avec Joey Galaxy, King of the Streets de Ace Hood en featuring avec T-Pain, How to Hate de Lil Wayne avec T-Pain.
Il réside à Atlanta, en Géorgie, et alterne fréquemment entre Atlanta, Miami, Los Angeles et New York pour enregistrer.

## Biographie

### Jeunesse
Young Fyre est né et a grandi à Des Moines, dans l'Iowa. Après des années de productions, Young Fyre se popularise sur le site web rocbattle.com, où il sort vainqueur d'une battle face à Rockwilder. Son succès sur RocBattle le popularise dans la scène hip-hop et le mène à collaborer avec des rappeurs originaires du Midwest. Entre 2008 et 2009, Young Fyre produit 17 chansons sur les albums Killer, Sickology 101, et K.O.D. de Tech N9ne, incluant le single Like Yeah. Il produit aussi six chansons sur l'album Feature Presentation de Kutt Calhoun, et trois chansons sur Monsterifik de Big Scoob, et une chanson chacune pour Young Buck et Yung Berg.
En 2010, le rappeur Young Cash (Joey Galaxy), du label Nappy Boy Entertainment, fournit la musique de Young Fyre au rappeur T-Pain qui, après écoute, l'appelle en plein milieu de la nuit pour lui proposer un rendez-vous à Miami. Après sa signature à Nappy Boy Entertainment, Young Fyre commence à collaborer avec T-Pain et le reste des membres du label. Il produit le remix officiel de la chanson à succès Billionaire de Travie McCoy en featuring avec Bruno Mars. Le remix fait participer T-Pain, One Chance et Gucci Mane. Il produit aussi les chansons Sexin' On You de One Chance, Imma Do It Big de Brandon T. Jackson en featuring avec T-Pain et One Chance, et Electroman du producteur et disc jockey d'electro house Benny Benassi.
En 2011, T-Pain le fait participer à son album Revolver. Young Fyre produit plus de 90 % de l'album, incluant le single à succès Best Love Song en featuring avec Chris Brown. Rap Song en featuring avec Rick Ross et Booty Wurk (One Cheek At a Time) en featuring avec Joey Galaxy sont également produits par Young Fyre. Toujours en 2011, il produit la chanson Speech de T-Pain et Birdman. En 2012, il participe à la chanson Booty Wurk (One Cheek At A Time) du film Magic Mike. En 2013, Young Fyre annonce travailler aux côtés de Mario, Tank et Chris Brown, sur une chanson intitulée Stay.

## Discographie

### Productions
- Young Buck - My Chevy (single)
- 2009 : Big Scoob - Monsterifik : Stik @ Move (feat. Krizz Kaliko, Mr. Whitebear, Tech N9ne & Txx Will), Big Fella
- 2008 : Kutt Calhoun - Feature Presentation : Feature Presentation Intro, Bunk Rock Bitch (single), Killa City (feat. E-Skool, Jerita Streater, Paul Mussan & The Popper), Stop Jeffin (feat. BG Bulletwound, Krizz Kaliko & Tech N9n), Good Friend (feat. Krizz Kaliko), School Daze (feat. Krizz Kaliko & Tech N9ne)
- 2008 : Tech N9ne - Killer :  Like Yeah (single), Wheaties (feat. Shawnna), Attention, Holier Than Thou
- 2009 : Tech N9ne - Sickology 101 : Midwest Choppers 2 (feat. Krayzie Bone & K-Dean), Ghetto Love (feat. Krizz Kaliko & Kutt Calhoun), Poh Me Anutha (feat. Potluck & Kutt Calhoun), We Kixin It (feat. Ron Ron & The Popper), Let Me In (feat. Cash Image & D-Loc Da Chop), Blown Away, Party and Bullshit (feat. Big Ben & Shadow)
- 2009 : Tech N9ne - K.O.D. : Strange Music Box (feat. Brotha Lynch Hung & Krizz Kaliko), Check Yo Temperature (feat. Sundae & T-Nutty), , B. Boy (feat. Big Scoob, Bumpy Knuckles, Kutt Calhoun & Skatterman), Hunterish (feat. Krizz Kaliko & Irv Da Penom), Leave Me Alone (single), The Martini (feat. Krizz Kaliko)
- 2010 : Tech N9ne - The Gates Mixed Plate : F U Pay Me (feat. Krizz Kaliko & Makzilla), Jumpin' Jax (feat. Stevie Stone & Krizz Kaliko), Keep It One Hunit (feat. Big Scoob, Glasses Malone & Irv da Phenom)
- 2010 : Lil Chuckee - Charles Lee Ray (mixtape) : Believe It (feat. T-Pain)
- 2010 : Rick Ross : Ashes to Ashes (mixtape) : Retrosuperfuture (feat. Wiz Khalifa)
- 2010 : Young Cash - Fed Bound (mixtape)   Fed Bound, That's How It Goes (feat. 28), Red Lobster, Up That Fire, Goin In, Kick Door, She's a Animal
- 2010 : Young Cash - The Vacation (mixtape) : Amber Rose, Slow Motion (feat. T-Pain)
- 2010 : Young Cash - In My Chevy